# Ringelmann-effect
Het Ringelmann-effect is de neiging van individuele leden van een groep om steeds minder productief te worden naarmate de omvang van de groep toeneemt.
Wetenschappelijk bewezen werd dit door de 19e-eeuwse Franse landbouwkundige Max Ringelmann.
Ringelmanns experiment bestond erin, dat hij twintig studenten aan de école d'agriculture van Grandjouan alleen en in groepen aan een vijf meter lang touw liet trekken, waarvan het andere uiteinde naar een dynamometer leidde. Als twee mensen samen aan het touw trokken, presteerde ieder van hen gemiddeld slechts 93% van wat hij daarvoor alleen had gepresteerd. Bij drie personen was het nog 85%, bij vier 77%, totdat in een groep van acht personen iedereen nog gemiddeld 50% van zijn maximale prestatie leverde.
Dit noemen de psychologen sindsdien het Ringelmann-effect en ze verklaren het als volgt. Bij een gezamenlijke krachtinspanning is de uitwerking van de individuele inzet minder sterk en daarom ontbreekt de motivatie om alles te geven. Ook is de individuele bijdrage niet te onderscheiden, hetgeen verleidt tot "meeliften".
Volgens Ringelmann was er nog een andere mogelijke verklaring: de moeizamere synchronisatie bij het touwtrekken in de groep. Als de studenten niet precies tegelijk aan het touw hadden getrokken, zou de gemeten kracht kleiner zijn dan de werkelijke som van de individuele prestaties.
Deze laatste verklaring werd echter ontkracht door een moderne versie van Ringelmanns experiment door Alan C. Ingham van de Universiteit van Washington in de jaren 70. Ingham voegde onder de deelnemers aan het experiment medeplichtigen toe, die alleen maar deden alsof ze aan het touw trokken. Aan iedere proef deed slechts één niet-ingewijde deel, die men liet geloven dat hij nu eens alleen werkte, dan weer in een groep van twee, drie, vier, vijf, zes of zeven man. Om te voorkomen, dat hij zou merken, dat de anderen niets deden, kreeg hij een plaats voor in de ploeg, of Ingham verzon een smoes om alle proefpersonen te blinddoeken. Ook hier nam de individuele prestatie af naarmate het aantal vermeende deelnemers toenam.